# Refuge faunique de la Rivière-des-Mille-Îles
Le refuge faunique de la Rivière-des-Mille-Îles est une aire protégée située sur la rivière du même nom à Laval et Rosemère. Officiellement reconnu par le gouvernement du Québec en 1998, ce refuge est composé de dix îles couvrant un territoire de 26,2 ha de terres privées. Détenues par les villes de Laval, de Rosemère ainsi que l’organisation Éco-Nature, ces terres abritent une diversité faunique et florale exceptionnelle, incluant plusieurs espèces menacées et vulnérables. Géré depuis sa fondation par Éco-Nature, le refuge faunique de la rivière des Mille-Îles héberge également le Parc de la Rivière-des-Mille-îles, un organisme à but non lucratif chargé de conserver et mettre en valeur le territoire de la rivière des Mille Îles.

## Efforts de protection
Parmi les nombreuses espèces animales et végétales qui peuplent présentement la rivière des Mille-Îles, 92 sont espèces désignées ou susceptibles d’être désignées menacées ou vulnérables. Parmi ces dernières, les suivantes sont directement ciblées par des projets de conservation développés par le refuge faunique de la rivière des Mille-Îles : bourdon à tache rousse, carmantine d’Amérique, chauve-souris nordique, chevalier cuivré, chevalier de rivière, couleuvre tachetée, dard de sable, fouille-roche gris, martinet ramoneur, mené d’herbe, monarque, engoulevent d’Amérique, faucon pèlerin, tortue géographique, moucherolle à côtés olive, paruline du Canada, petit blongios, petite-chauve-souris brune, pipistrelle de l’Est, tortue serpentine et hirondelle rustique.

## Histoire
Un projet conjoint de la ville de Laval et d’Éco-Nature explore présentement la possibilité d’agrandir le territoire du refuge par l’ajout d’une superficie minimale de 127,7 hectares. En 2022, la ville rajoute au refuge faunique 432 lots qu'elle avait acquis en 2020. Cet agrandissement rajoute 568 ha à la superficie du refuge, ce qui permettra à celui-ci de devenir le plus grand refuge faunique en milieu urbain au Québec.

## Règlements du refuge faunique
Les règlements suivants sont de rigueur sur le territoire du refuge faunique :
-         Il est interdit de chasser ou de séjourner (ex. : camper) dans le refuge faunique.
-         Il est possible de circuler et de pratiquer diverses activités dans le refuge faunique à condition d’utiliser les corridors, sentiers, plateformes d’observation ou passerelles identifiés à ces fins.
-         Tout animal domestique doit être tenu en laisse sur le territoire du refuge faunique.
-         Il est strictement prohibé de faire un feu de camp sur le territoire du refuge.
-         Il est interdit de pratiquer toute activité susceptible de modifier un élément biologique, chimique ou physique de l’habitat des espèces suivantes : la tortue géographique, la couleuvre brune, le canard branchu et la bernache du Canada.
-         La consommation d’alcool est prohibée.
-         La baignade est présentement interdite, mais les activités de contact avec l’eau (ex. : canot et kayak) sont permises.
-         Il est possible de pêcher, mais la détention d’un permis de pêche valide est légalement requise.